# O Côro Vai Comê
O Côro Vai Comê! é o primeiro single da banda de rock brasileira Charlie Brown Jr., e também do álbum Transpiração Contínua Prolongada. Uma versão acústica da música foi gravada no álbum Acústico MTV, de 2003.
Segundo Rick Bonadio, produtor da banda à época, quando essa música foi apresentada a ele, através de uma fita demo, ela continha pouco mais de 7 minutos. Sobre isso, o guitarrista Marcão, num vídeo postado em seu canal no Youtube sobre o álbum Transpiração Contínua Prolongada, informa que a música acabou sendo dividida em duas, com a segunda parte sendo gravada no álbum Preço Curto... Prazo Longo e intitulada como "Cruzei uma Doida".
Uma outra curiosidade sobre esta música é que o seu riff de introdução é muito parecido com o da música "A Place to My Head", do Linkin Park. O detalhe é que O Côro Vai Comê! foi gravada alguns anos antes.

## Desempenho nas Paradas Musicais
| Ano  | Single             | Charts      | Charts         | Charts       | Charts    | Charts        | Charts | Charts | Álbum                            |
| Ano  | Single             | BRA Hot 100 | BRA Hit Parade | BRA Year End | Bill. BRA | Bill. Pop BRA | HSPN   | POR    | Álbum                            |
| ---- | ------------------ | ----------- | -------------- | ------------ | --------- | ------------- | ------ | ------ | -------------------------------- |
| 1998 | "O Coro Vai Comê!" | 16          | 9              | —            | —         | —             | —      | —      | Transpiração Contínua Prolongada |